# 太田全斎
太田 全斎（おおた ぜんさい、1759年（宝暦9年）- 1829年7月16日（文政12年6月16日））は、江戸時代後期の儒学者・漢学者・音韻学者。折衷学派に属する。諸子百家研究・語学研究など多方面で業績を残した。主著に『韓非子翼毳』『漢呉音図』『俚言集覧』。
全斎は号。名は方（ほう）。字は叔亀（しゅくき）。

## 生涯
備後福山藩藩士の家に生まれる。折衷学派の山本北山に師事する。1788年から備後福山藩に出仕、1823年に致仕、1829年に死去。

## 主な著書
- 『韓非子翼毳』 - 『韓非子』の注釈書。制作に十余年の歳月を費やした大著[4]。貧困のなか3万個の木活字を買い入れ、それでも不足する活字を3人の息子のうち長男と次男が彫り、全斎が組版、三男が印刷を担当して自家出版した[5]。その内容は現代でも高く評価されている[6][7]。
  - 服部宇之吉 校訂『韓非子翼毳』冨山房〈漢文大系 第8巻〉、1911年。
  - 服部宇之吉 校訂『韓非子翼毳』冨山房〈漢文大系 普及版 第8巻〉、1973年。ISBN 9784572000705
  - 土屋紀義 訳「韓非子翼毳跋文国訳嘗試」『参考書誌研究』36、国立国会図書館、1989年。doi:10.11501/3051287
- 『墨子考要』
- 『呂氏春秋折諸』
- 『漢呉音図』 - 独自の音韻論を展開する[1]。日本語の音韻・五十音・仮名遣い・字音仮名遣いを扱う。
  - 浜野知三郎 編『漢呉音図』（上）六合館、1915年。
  - 浜野知三郎 編『漢呉音徴』（中）六合館、1915年。
  - 浜野知三郎 編『漢呉音図説』（下）六合館、1915年。
  - 林史典 解説『漢呉音図』（上中下 合本）勉誠社、1979年。
  - 浜野知三郎 編『音徴不尽』六合館、1915年。
  - 浜野知三郎 編『同窠音図』六合館、1915年。
  - 浜野知三郎 編『音図口義・全斎読例』六合館、1915年。
- 『諺苑』 - 俗語語彙集[2]。
- 『俚言集覧』 - 『諺苑』の増補改訂版[2]。江戸時代の口語研究の重要資料[8]。
  - 井上頼圀、近藤瓶城 増補『俚言集覧 上』大空社、1990年。
  - 井上頼圀、近藤瓶城 増補『俚言集覧 中』大空社、1990年。
  - 井上頼圀、近藤瓶城 増補『俚言集覧 下』大空社、1990年。
- 『契利斯督記』 - 日本のキリスト教史の重要史料[9]。江戸時代初期の初代宗門改役・井上政重が、後任の北条正房に与えた引き継ぎ書を、全斎がまとめたもの[9]。転びキリシタンのジュゼッペ・キアラ（岡本三右衛門）の調書を含む[9]。

書簡
- 浜野知三郎 編『太田全斎書簡集』文祥堂書店、1933年。